# Liste von Kirchengebäuden in Windhoek
Dies ist eine Liste von Kirchengebäuden in Windhoek, der Hauptstadt Namibias. Diese ist nach Konfessionen sortiert.

## Evangelisch-lutherisch
| Kirche                             | Bauzeit   | Konfession                                             | Bild |
| ---------------------------------- | --------- | ------------------------------------------------------ | ---- |
| Christuskirche                     | 1907–1910 | Deutsche Evangelisch-Lutherische Kirche in Namibia     |      |
| Lukaskirche                        | 1908      | Deutsche Evangelisch-Lutherische Kirche in Namibia     |      |
| Markuskirche                       |           | Deutsche Evangelisch-Lutherische Kirche in Namibia     |      |
| Rheinische Missionskirche Windhoek | unbekannt | Evangelisch-Lutherische Kirche in der Republik Namibia |      |
| Khomasdal-Kirche                   |           | Evangelisch-Lutherische Kirche in der Republik Namibia | Foto |

## Niederländisch-reformiert
| Kirche               | Bauzeit   | Konfession                                   | Bild |
| -------------------- | --------- | -------------------------------------------- | ---- |
| Dorsland-Kirche      | unbekannt | Nederduitsch Hervormde Kerk van Afrika       |      |
| NG Kerk Eros         | unbekannt | Niederländisch-reformierte Kirche in Namibia |      |
| NG Kerk Academia     | unbekannt | Niederländisch-reformierte Kirche in Namibia |      |
| NG Kerk Pionierspark | unbekannt | Niederländisch-reformierte Kirche in Namibia |      |
| NG Kerk Suiderhof    | unbekannt | Niederländisch-reformierte Kirche in Namibia |      |
| NG Kerk Windhoek     | unbekannt | Niederländisch-reformierte Kirche in Namibia |      |
| NG Kerk Windhoek-Oos | unbekannt | Niederländisch-reformierte Kirche in Namibia |      |
| NG Kerk Windhoek-Wes | unbekannt | Niederländisch-reformierte Kirche in Namibia |      |

## Römisch-katholisch
| Kirche                 | Bauzeit   | Konfession                            | Bild |
| ---------------------- | --------- | ------------------------------------- | ---- |
| St.-Augustinus         | unbekannt | Römisch-katholische Kirche in Namibia |      |
| St.-Bonifaz-Kirche     | unbekannt | Römisch-katholische Kirche in Namibia |      |
| Corpus-Christi-Kirche  | 1991      | Römisch-katholische Kirche in Namibia |      |
| Holy Redeemer Church   | 1970      | Römisch-katholische Kirche in Namibia |      |
| St.-Joseph-Kirche      | unbekannt | Römisch-katholische Kirche in Namibia |      |
| St.-Marien-Kathedrale  | 1907–1910 | Römisch-katholische Kirche in Namibia |      |
| St.-Marien (Khomasdal) | unbekannt | Römisch-katholische Kirche in Namibia |      |

## Weitere
| Kirche                          | Bauzeit   | Konfession                                    | Bild  |
| ------------------------------- | --------- | --------------------------------------------- | ----- |
| St.-Andrews                     | 1979      | African Methodist Episcopal Church            |       |
| Central Methodisten-Kirche      | unbekannt | Methodist Church of Southern Africa           |       |
| Eastside-Baptisten-Kirche       | unbekannt | International Reformed Baptist Church         |       |
| Ebenezerkirche                  | unbekannt | African Methodist Episcopal Church            |       |
| Eben-Ezer-Kirche                | unbekannt | Pentecostal Protestant Church                 |       |
| Evangelische-Baptisten-Kirche   | unbekannt | International Reformed Baptist Church         |       |
| St.-Georgs-Kathedrale           | 1924      | Anglican Church of Southern Africa            | Fotos |
| St.-Marks-Kathedrale            | 1979      | Koptische Kirche                              | Foto  |
| Neuapostolische Kirche Windhoek | unbekannt | Neuapostolische Kirche in Namibia             |       |
| Pentecostal-Kirche Windhoek     | unbekannt | Pentecostal Protestant Church                 |       |
| Puritykirche                    | unbekannt | African Methodist Episcopal Church            |       |
| Stadtmission Windhoek           | unbekannt | Evangelische Stadtmission im Südlichen Afrika | Foto  |
| Stephanuskirche                 | unbekannt | Die Christengemeinschaft                      | Fotos |
| Trinity Methodist Church        | unbekannt | Methodist Church of Southern Africa           |       |
| Universal Church Windhoek       | unbekannt | Universal Church of the Kingdom of God        |       |
| Word of Life Fellowship-Kirche  | unbekannt | Pentecostal Protestant Church                 |       |